# Sitio de Trarbach

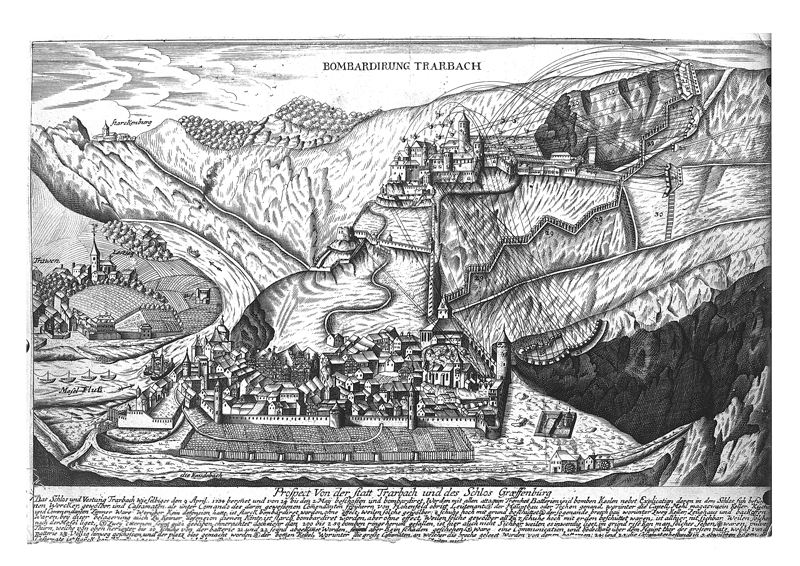
Grabado que representa el bombardeo de Trarbach y el Grevenburg

El Sitio de Trarbach (10 de abril - 2 de mayo de 1734) se produjo durante la guerra de sucesión polaca, al atacar fuerzas francesas a la guarnición del Sacro Imperio Romano en la fortaleza de Grevenburg,  en Trarbach (Condado de Sponheim), un pequeño municipio del Sacro Imperio Romano (Trarbach se sitúa en la actualidad en Renania-Palatinado, Alemania). Los franceses, dirigidos por el Mariscal Charles Louis Auguste Fouquet, duque de Belle-Isle, obtuvieron la victoria y destruyeron la fortaleza.